# ハンマーボックス
ハンマーボックス（英語: Hammerbox）は、アメリカ合衆国ワシントン州シアトルにて結成されたロックバンド。1990年から活動を開始したが、1994年にリードボーカルのキャリー・エイクルがGoodnessへ移籍したため、解散した。

## 概要
1989年ごろに結成ののち、インディペンドレーベルのC/Z レコードよりHammerbox をリリースする。これがきっかけとなり、メジャーレーベルのA&Mレコードと契約し、Numb　をリリーズ。バンドは夏のロックフェス、Endfestにて1万4000人を超えるファンの前で演奏した。しかし、レーベルが必要なサポートをしなかったため、アルバムの売上が上がらず、レーベルから解雇されてしまう。
1994年にはリードボーカルのキャリー・エイクルが脱退し、Goodnessへ移籍。バンドは解散となった。Goodnessはアルバムを2枚リリースするも、商業的に失敗。その後キャリーは独自のレーベルである、Good-Ink Recordsを立ち上げ、2000年には初のソロアルバム、Home をリリースした。

### トリビア
1992年にM.C.ハマー (M.C.Hammer) がHammerboxという名前を巡り訴訟を起こす騒動があったが、幸いにも訴訟は取り下げられた。

## メンバー
- キャリー・エイクル (Carrie Akre) - ボーカル
- ハリス・サーモンド (Harris Thurmond) - ギター
- ジェームズ・アトキンス (James Atkins) - ベース
- デイヴ・ボッシュ (Dave Bosch) - ドラム

## ディスコグラフィ
- Hammerbox　(1988年)、(C/Z Records)
- Numb　(1991年)、(A&Mレコード)
- Live EMP Skychurch　(2005年)、(Kufala Records)